# CS Marítimo
Club Sport Marítimo (wym. [mɐˈɾitimu]) – portugalski klub piłkarski z siedzibą w mieście Funchal na Maderze.

## Historia
Został założony w 1910 roku, ma na swoim koncie jedno mistrzostwo kraju, zdobyte jeszcze przed II wojną światową. Jest to największy klub z Madery, obok drugiego pierwszoligowego CD Nacional, obecnie występuje w rozgrywkach Liga Portugal 2.

## Sukcesy
- Mistrz Portugalii: 1926
- 2 razy finalista Pucharu Portugalii: 1995, 2001
- 5 razy uczestnik Pucharu UEFA: 1994, 1995, 1999, 2002, 2004
- 3 razy zwycięzca 2. ligi portugalskiej: 1977, 1982, 1985
- 35 razy mistrz regionu Madera

## Europejskie puchary
Legenda do wszystkich tabel:
- Q – runda eliminacyjna, 1/16, 1/8, 1/4, 1/2 – odpowiednia faza rozgrywek, Grupa – runda grupowa, 1r gr – pierwsza runda grupowa, 2r gr – druga runda grupowa, F – finał, R – runda, PO – play-off
- k. – rzuty karne, los. – losowanie, Dogr. – dogrywka, w. – zasada bramek strzelonych na wyjeździe

| Sezon   | Rozgrywki   | Runda   | Klub               | Dom | Wyjazd | Ogólnie     |
| ------- | ----------- | ------- | ------------------ | --- | ------ | ----------- |
| 1993/94 | Puchar UEFA | 1R      | Royal Antwerp      | 2–2 | 0–2    | 2–4         |
| 1994/95 | Puchar UEFA | 1R      | FC Aarau           | 1–0 | 0–0    | 1–0         |
| 1994/95 | Puchar UEFA | 2R      | Juventus F.C.      | 0–1 | 1–2    | 1–3         |
| 1998/99 | Puchar UEFA | 1R      | Leeds United       | 1–0 | 0–1    | 1–1, k: 1–4 |
| 2001/02 | Puchar UEFA | Q       | FK Sarajevo        | 1–0 | 1–0    | 2–0         |
| 2001/02 | Puchar UEFA | 1R      | Leeds United       | 1–0 | 0–3    | 1–3         |
| 2004/05 | Puchar UEFA | 1R      | Rangers            | 1–0 | 0–1    | 1–1, k: 2–4 |
| 2008/09 | Puchar UEFA | 1R      | Valencia CF        | 0–1 | 1–2    | 1–3         |
| 2010/11 | Liga Europy | 2Q      | Sporting Fingal    | 3–2 | 3–2    | 6–4         |
| 2010/11 | Liga Europy | 3Q      | Bangor City        | 8–2 | 2–1    | 10–3        |
| 2010/11 | Liga Europy | PO      | BATE Borysów       | 1–2 | 0–3    | 1–5         |
| 2012/13 | Liga Europy | 3Q      | Asteras Tripolis   | 0–0 | 1–1    | 1–1, w.     |
| 2012/13 | Liga Europy | PO      | Dila Gori          | 1–0 | 2–0    | 3–0         |
| 2012/13 | Liga Europy | Grupa D | Girondins Bordeaux | 1–1 | 0–1    | 3. miejsce  |
| 2012/13 | Liga Europy | Grupa D | Newcastle United   | 0–0 | 1–1    | 3. miejsce  |
| 2012/13 | Liga Europy | Grupa D | Club Brugge        | 2–1 | 0–2    | 3. miejsce  |
| 2017/18 | Liga Europy | 3Q      | Botew Płowdiw      | 2–0 | 0–0    | 2–0         |
| 2017/18 | Liga Europy | PO      | Dynamo Kijów       | 0–0 | 1–3    | 1–3         |

## Strony klubowe
- Strona oficjalna. csmaritimo.pt. [zarchiwizowane z tego adresu (2008-10-21)].